# Lucas Alcaraz
Luis Lucas Alcaraz González (Granada, 21 de junho de 1966) é um ex-jogador de futebol espanhol e atual treinador da equipe do Granada CF, que disputa a primeira divisão do Campeonato Espanhol.
Como treinador, Lucas Alcaraz teve passagens por vários times do futebol espanhol, como Elche Club de Fútbol, Levante Unión Deportiva, Córdoba Club de Fútbol, Unión Deportiva Almería e Aris Salónica.

## Vida pessoal
O pai de Lucas, Felipe Alcaraz [en] (nascido em 1943), atuava como político e escritor, que há muito tempo ocupou o cargo de secretário-geral do Partido Comunista da Andaluzia.